# Sebastian Grądzki
Sebastian Grądzki herbu Łada – chorąży wiski, stolnik wiski w 1693 roku, cześnik łomżyński w 1689 roku, łowczy łomżyński w 1688 roku, podstarosta wiski, sędzia grodzki wiski w 1690 roku.
Był synem Macieja, żonaty z Anną Mossakowską.
Na sejmie 1683 roku wraz z bratem Tomaszem wybrany na komisarza do rozgraniczenia mazowieckiego i podlaskiego z Księstwem Pruskim. Poseł sejmiku wiskiego na sejm 1690 roku. Podpisał elekcję 1697 roku z ziemią wiską.